# Nanxi (rivière, Yunnan)
Ne doit pas être confondu avec Nanxi (rivière).
Pour les articles homonymes, voir Nanxi.
La rivière Nanxi (en chinois :南溪河 ; pinyin : Nánxī Hé), également connue sous le nom de rivière Nậm Thi en vietnamien ou Namiti, est un affluent du fleuve Rouge situé dans la province chinoise du Yunnan. C'est une rivière frontalière entre Lào Cai, au Vietnam, et Hekou, en Chine.

## Description
Elle coule généralement du nord au sud de Mengzi à Hekou, où elle rejoint le fleuve Rouge.
La partie chinoise du chemin de fer Yunnan-Vietnam est construite en partie le long de la vallée du Nanxi de 1906 à 1910, reliant la ville de Kunming à la capitale vietnamienne, Hanoï. Le terrain montagneux de la vallée de la rivière a posé des difficultés particulières pour la construction du chemin de fer ; ceci, ajouté au caractère endémique du paludisme dans la région, a entraîné la mort d'au moins 10 000 travailleurs dans la vallée,,.